# Gísli Brynjúlfsson den äldre
Gísli Brynjúlfsson den äldre, född den 28 augusti 1794 i Heydalir, död den 26 juni 1827 genom drunkning, var en isländsk fornforskare. Han var far till Gísli Brynjúlfsson den yngre.
Gísli Brynjúlfsson, som var präst i Hólmar i Reyðarfjörður, är mest bekant genom skriften Periculum runologicum seu de runarum origine, propagatione et usu (1821), om runornas uppkomst och användning, som också förvärvade honom filosofie magistergrad.